# Oscar Carlson
Oscar Fredrik Carlson, född 30 januari 1844 i Norrköping, död 9 november 1916 i Stockholm, var en svensk bergsingenjör och industriman.
Carlson blev student vid Uppsala universitet 1861, avlade där bergsexamen 1865 och avgångsexamen från Falu bergsskola 1866. Under en studieresa 1866-68 till Böhmen, Österrike och Bayern arbetade han inom sockerindustrin i laboratorier och fabriker samt studerade agrikulturkemi, och på en studieresa till England 1869 förvärvade han kännedom om tillverkning av saltsyra, klor, kaliumkarbonat, svavelsyra och superfosfat. Samma år inträdde han som volontär på Lars Johan Hiertas kontor med bokföring och köpmanskap som arbetsmål. På Carlsons förslag tog Hierta, som vid Liljeholmens stearinfabrik tillverkade även svavelsyra i liten skala, initiativet till grundande av Stockholms Superfosfat Fabriks AB med fabrik vid Gäddviken för tillverkning av svavelsyra i större skala och av superfosfat. Denna första svenska superfosfatfabrik utvecklades betydligt, och 1884 inköpte bolaget för ytterligare superfosfattillverkning fabriken "Ceres" i Göteborg. Av 1913 års superfosfatproduktion i Sverige, 184 000 ton kom omkring en tredjedel på ovannämnda två anläggningar. 
Carlsons främsta insats blev dock hans grundläggande arbete för den elektrokemiska industrin. Av förenämnda bolag grundades ett flertal företag på detta nya område, så att den ursprungliga verksamheten, superfosfattillverkningen, kom att spela en mindre roll än de övriga. Han kom tidigt att vid Gäddviken experimentera med elektrolytisk framställning av klor och alkali. Han inriktade sig därefter på framställning av kaliumklorat (första patentet uttogs 1890), och 1894 igångsatte bolaget en kloratfabrik vid Månsbo, Sveriges första storindustriella elektrokemiska anläggning och den första elektrokemiska kloratfabriken i världen. Sedermera tillverkades även natriumklorat och perklorat och 1916 startades en filialfabrik för elektrokemisk framställning av perklorat vid Trollhättan. 
Ur vid Månsbo anställda experiment av bland andra Carlsons söner Birger och Fredrik Carlson framgick en metod för framställning av kalkkväve (karbidkväve) genom upphettning av karbid i kvävgas. En försöksfabrik för kalkkväve uppfördes 1906 under ledning av Fredrik Carlson, och 1911 igångsattes vid vattenfall i Ljungan omkring 75 km. från Sundsvall Ljungaverken med en kraftstation om 18 000 hkr kapacitet, med karbidverk, verk för karbidens elektrotermiska överföring i kalkkväve i ugnar av egen konstruktion, anläggning för framställning av flytande luft (för erhållande av kväve) samt ammoniak- och svavelsyrefabriker för framställning av ammoniumsulfat. Vid Ljungaverken införde Carlson i Sverige även tillverkning av salpetersyra. 
Carlson var en märkesman även beträffande vattenkraftens tillgodogörande. I Kemistsamfundet var han vice ordförande från 1890 till sin död, i Svenska Teknologföreningen var han ordförande i avdelningen för kemi och bergsvetenskap. I Vattenkraftsföreningens styrelse var han ledamot från föreningens stiftande till sin död. Han var den ledande vid livförsäkringsanstalten "Odens" bildande, mångårig ordförande i Stockholms skiljenämnd för handel, industri och sjöfart samt stadsfullmäktig 1898-1900. Han var initiativtagare till bildandet av Svenska arbetsgivareföreningen och dess vice ordförande Sedan 1909 var han ledamot av Lantbruksakademien.
Till hans minne instiftade kemistförbundet 1923 "Oscar Carlson-medaljfonden", från vilken ett penningprit jämte guldmedalj vart 5:e år tilldelas den, som gjort sig mest förtjänt genom initiativ eller arbete på det kemiskt-vetenskapliga området.
Oscar Carlson är begravd på Nacka norra kyrkogård. Han var far till Birger, Oscar och Fredrik Carlson.